# Zrenj
Zrenj (en italien : Stridone, Stridone d'Istria ou Sdregna) est une localité de Croatie située en Istrie, dans la municipalité d'Oprtalj, dans le comitat d'Istrie. En 2001, la localité comptait 66 habitants.

## Démographie
| 1948 | 1953 | 1961 | 1971 | 1981 | 1991 | 2001 |
| ---- | ---- | ---- | ---- | ---- | ---- | ---- |
| 394  | 236  | 170  | 141  | 108  | 89   | 66   |